# Europejski Poeta Wolności
Europejski Poeta Wolności – nagroda literacka ufundowana przez miasto Gdańsk, przyznawana w dziedzinie twórczości poetyckiej, napisanej w języku polskim lub obcym, przetłumaczonej na język polski. 

## Przyznawanie nagrody
Organizatorem Nagrody jest Miasto Gdańsk i Instytut Kultury Miejskiej w Gdańsku. Celem Nagrody jest promocja dzieł poetyckich promujących zagadnienie wolności, a także charakteryzujących się wysoką wartością artystyczną. Nagroda przyznawana jest w cyklu dwuletnim za najlepszą książkę poetycką opublikowaną w języku oryginału w ciągu 5 (pięciu) lat poprzedzających daną edycję Nagrody. W każdej edycji bierze udział osiem tomików poezji - książki autorów z ośmiu państw europejskich (obecnie reprezentujących osiem języków europejskich), które wcześniej nie były tłumaczone na język polski. Nominowane dzieła są wydawane w serii "Europejski Poeta Wolności" przez gdańską oficynę Słowo/obraz terytoria. Nagrodę stanowią statuetka, dyplom i nagroda pieniężna w wysokości 100 tysięcy złotych dla poety, zaś tłumacz nagrodzonej książki jest wyróżniany statuetką i nagrodą 20 tysięcy złotych. Do 2024 odbyło się osiem edycji nagrody.

## Zwycięzcy
- 2010 – Uładzimir Arłou, Białoruś, Prom przez kanał La Manche (tłum. Adam Pomorski)
- 2012 – Durs Grünbein, Niemcy, Mizantrop na Capri (tłum. Andrzej Kopacki)
- 2014 – Dorta Jagić, Chorwacja, Kanapa na rynku (tłum. Małgorzata Wierzbicka)
- 2016 – Ana Blandiana, Rumunia, Moja ojczyzna A4 (tłum. Joanna Kornaś-Warwas)
- 2018 – Linda Vilhjálmsdóttir, Islandia, Wolność (tłum. Jacek Godek)
- 2020 – Sinéad Morrissey(inne języki), Irlandia Północna, O równowadze (tłum. Magdalena Heydel)[2]
- 2022 – Marianna Kijanowska, Ukraina, Babi Jar. Na głosy (tłum. Adam Pomorski) i Luljeta Lleshanaku, Albania, Woda i węgiel, (tłum. Dorota Horodyska)[3]
- 2024 – Monika Herceg, Chorwacja, Okres ochronny (tłum. Aleksandra Wojtaszek)[4]

## Finaliści
- 2010 – finaliści[5]
  - Prom przez kanał La Manche, Uładzimir Arłou, Białoruś, tłum. Adam Pomorski
  - Praca i dom, Primož Čučnik, Słowenia, tłum. Adam Wiedemann
  - Warunki oświetlenia. Elegie, Emmanuel Hocquard, Francja, tłum. Marcin Kurek
  - Ulicznice, Marija Knežević, Serbia, tłum. Dorota Jovanka Ćirlić
  - Zniknąć albo wejść, Birgitta Lillpers, Szwecja, tłum. Anna Topczewska
  - Cicha ręka. Dziesięć elegii, Ivan Štrpka, Słowacja, tłum. Zbigniew Machej
  - Największe spośród trzech, Andros Zemenidis, Cypr, tłum. Paweł Krupka
  - Poemat odjazdu, Andrzej Mandalian, Polska

- 2012 – finaliści[6]
  - i Wiatr, Tozan Alkan, Turcja, tłum. Antoni Sarkady
  - Der ganze Weg, Kristin Berget, Norwegia, tłum. Justyna Czechowska
  - Pieniądze, Pablo Garcia Casado, Hiszpania, tłum. Marcin Kurek
  - Mizantrop na Capri, Durs Grünbein, Niemcy, tłum. Andrzej Kopacki
  - Tylne światła, Petr Halmay, Czechy, tłum. Dorota Dobrew
  - Dzieci natury, Luljeta Lleshanaku, Albania, tłum. Dorota Horodyska
  - Etiopia, Serhij Żadan, Ukraina, tłum. Ola Hnatiuk i Adam Pomorski
  - kamień, szron, Ryszard Krynicki, Polska

- 2014 – finaliści[7]
  - Nóż z Odessy, Verwin Einzinger, Austria, tłum. Sława Lisiecka i Zdzisław Jaskuła
  - Kanapa na rynku, Dorta Jagić, Chorwacja, tłum. Małgorzata Wierzbicka
  - Gdy dojeżdżający są jeszcze w drodze do domu, Iren Baumann, Szwajcaria, tłum. Ryszard Wojnakowski
  - Pożegnanie krawędzi, Guy Goffette, Belgia, tłum. Anna Wasilewska
  - Stronice nocy, Toktarali Tanżaryk, Kazachstan, tłum. Henryk Jankowski
  - Czasowniki, Pandelis Boukalas, Grecja, tłum. Michał Bzinkowski
  - Po drugiej stronie jeziora, Jaan Kaplinski, Estonia, tłum. Aarne Puu

- 2016 – finaliści[8]
  - Wymówisz moje imię, Vanni Bianconi, Włochy, tłum. Joanna Wajs
  - Moja ojczyzna A4, Ana Blandiana, Rumunia, tłum. Joanna Kornaś-Warwas
  - pH neutralna wobec życia i śmierci, Lidija Dimkowska, Macedonia, tłum. Danuta Ćirlić-Straszyńska
  - Wiersze, Yahya Hassan, Dania, tłum. Bogusława Sochańska
  - Częsty przechodzień, Daniel Jonas, Portugalia, tłum. Michał Lipszyc
  - Archeolożka w czółenkach, Anikó Polgár, Węgry, tłum. Anna Górecka
  - Graffiti, Siergiej Stratanowski, Rosja, tłum. Adam Pomorski

- 2018 – finaliści[9]
  - Dowód (nie)osobisty, Tatev Chakhian, Armenia, tłum. Haik Howannisjan i Paweł Sakowski
  - Nie ma kto pisać do pułkownika, Selim Babullaoglu, Azerbejdżan, tłum. Grażyna Zając i Ilaha Karimova
  - Sofia Berlin, Płamen Dojnow, Bułgaria, tłum. Hanna Karpińska, Dorota i Dymitr Dobrew, Wojciech Gałązka
  - Biała burza przebudzenia, Erkka Filander, Finlandia, tłum. Katarzyna Szal
  - Na imię mi Legion, Menno Wigman, Holandia, tłum. Barbara Kalla i Adam Wiedemann
  - Wolność, Linda Vilhjálmsdóttir, Islandia, tłum. Jacek Godek
  - Fałszywy Dymitr, Dumitru Crudu, Mołdawia, tłum. Jakub Kornhauser i Joanna Kornaś-Warwas
  - Zapadać w jawę, Alice Oswald(inne języki), Wielka Brytania, tłum. Magda Heydel

- 2020 – finaliści[10]
  - Czarne boisko, Balša Brković, Czarnogóra, tłum. Agnieszka Schreier
  - Czterdzieści dni, Antoine Cassar, Malta, tłum. Zuzanna Gawron
  - Po trzęsieniu, Jean Portante, Luksemburg, tłum. Wawrzyniec Brzozowski
  - Gęsia skóra, Darko Cvijetić, Bośnia i Hercegowina, tłum. Miłosz Waligórski
  - Wielkanoc, Inga Gaile, Łotwa, tłum. Agnieszka Smarzewska
  - O równowadze, Sinéad Morrissey, Irlandia Północna, tłum. Magda Heydel
  - Tobie wolno, Zwiad Ratiani, Gruzja, tłum. Magda Nowakowska
  - Właśnie:, Agnė Žagrakalytė, Litwa, tłum. Agnieszka Bebiałkowska

- 2022 – finaliści[11]
  - Didaskalia do oddechu, Anja Golob, Słowenia, tłum. Marlena Gruda i Miłosz Biedrzycki
  - Nikt nas tu nie zna – i my nikogo, Katerina Kałytko, Ukraina, tłum. Aneta Kamińska
  - Babi Jar. Na głosy, Marianna Kijanowska, Ukraina, tłum. Adam Pomorski
  - Woda i węgiel, Luljeta Lleshanaku, Albania, tłum. Dorota Horodyska
  - Chcieliśmy się uratować, Petr Hruška, Czechy, tłum. Dorota Dobrew i Franciszek Nastulczyk[12]

- 2024 – finaliści[13]
  - Siedem. Wiersze z biografiami, Mireta Iwanowa, Bułgaria, tłum. Magdalena Pytlak
  - Śnieg robił wszystko, żeby nie spaść, Darko Cvijetić , Chorwacja, tłum. Miłosz Waligórski
  - Okres ochronny, Monika Herceg, Chorwacja, tłum. Aleksandra Wojtaszek
  - Zapiski śpiewaczki, Anja Erämaja, Finlandia, tłum. Katarzyna Szal
  - Pchli Cyrk. Poezja 2017–2020, Arvis Viguls, Łotwa, tłum. Piotr Ruciński
  - Utrata czasu. Wiersze z lat 1996-2020, Miriam Van hee, Niderlandy, tłum. Jerzy Koch

- 2026 – finaliści[14]
  - Amina Elmi, Dania, tłum. Bogusława Sochańska
  - Nora Iuga, Rumunia, tłum. Enormi Stationis
  - Laima Kreivyte, Litwa, tłum. Dominika Jagiełka
  - Luigi Nacci, Włochy, tłum. Joanna Ganobis
  - Roger Robinson, Wielka Brytania, tłum. Bartosz Wójcik
  - Alicia Elsbeth Stallings, Stany Zjednoczone, tłum. Janusz Solarz

## Skład jury
- Krzysztof Czyżewski – przewodniczący
- Paweł Huelle
- Andrzej Jagodziński – sekretarz
- Zbigniew Mikołejko
- Stanisław Rosiek
- Anda Rottenberg
- Beata Stasińska
- Olga Tokarczuk

Do 2016 w jury zasiadał i pełnił funkcję przewodniczącego Krzysztof Pomian.